# Quijote
Quijote è un film del 2006 diretto da Mimmo Paladino. 
Si tratta di una rilettura dell'omonimo romanzo di Cervantes in maniera surreale.  È stato presentato alla sessantatreesima edizione della Mostra Internazionale d'Arte Cinematografica della Biennale di Venezia (2006).
È stata l'ultima apparizione sul grande schermo per il cantante Lucio Dalla.

## Produzione
Il film è stato girato interamente in Campania, nei dintorni di Benevento.

## Distribuzione
È uscito nelle sale cinematografiche d'essai soltanto nel 2012 grazie a Distribuzione Indipendente ed è stato presentato al Festival di Venezia nel 2006, ricevendo ottime critiche.